# شعبي مغربي (موسيقى)
الشعبي المغربي هو نوع من الموسيقى المغربية، يشير إلى عدة أنواع من الموسيقى الشعبية في المغرب. ظهر في الأزقة وساحات الأسواق كنوع من الرفض الشعبي إبان فترة الحماية ضد المستعمر ليصبح فيما بعد صوتا لعامة الشعب يعبر عن حياتهم الاجتماعية ويذاع في المقاهي والمطاعم وحفلات الزفاف.
وتشمل الأغنية الشعبية عدة أصناف مثل (العيطة و جرة ...). ومن بين الفنانين الذين يؤدون هذا النوع نجد زينة الداودية، عبد الله الداودي، حجيب، عبد العزيز الستاتي، نجاة أعتابو، سعيد الصنهاجي وخالد بناني.